# Colombie aux Jeux olympiques d'hiver de 2018
Vous lisez un « bon article » labellisé en 2019.
La Colombie participe aux Jeux olympiques d'hiver de 2018 à Pyeongchang en Corée du Sud du 9 au 25 février 2018. Il s'agit de sa deuxième participation à des Jeux d'hiver, après celle de 2010, aucun athlète n'étant parvenu à se qualifier pour l'édition de 2014 à Sotchi. La délégation colombienne est représentée par quatre athlètes (trois hommes et une femme) et ses porte-drapeaux sont le patineur Pedro Causil lors de la cérémonie d'ouverture et le skieur Michael Poettoz à celle de clôture. La délégation colombienne bénéficie d'un programme d'aide pour la fourniture des tenues de compétition et pour les uniformes grâce au Comité international olympique et à la fédération mondiale de l'industrie d'articles de sport (WFSGI).
La Colombie ne remporte pas de médaille au cours de ces Jeux olympiques. Son meilleur classement est une 20e place remportée par Pedro Causil lors de la finale de patinage de vitesse sur 500 m. À l'issue de ces Jeux, Helder Navarro, membre du Comité olympique colombien et chef de la délégation à Pyeongchang se montre toutefois satisfait des résultats obtenus.
La société de télécommunications Claro obtient les droits de retransmission en Colombie des Jeux olympiques d'hiver de 2018. Elle les transmet via deux chaînes de télévision payantes, une application mobile et un portail web.

## Contexte
En 2010, huit ans auparavant, la Colombie participe pour la première fois aux Jeux olympiques d'hiver. Cynthia Denzler y est alors la seule représentante ; elle participe aux épreuves de slalom géant et de slalom. La skieuse, qui ne remporte pas de médaille durant cette compétition, estime alors que sa participation aux Jeux olympiques d'hiver sera bénéfique pour la Colombie, car cela encouragerait d'autres Colombiens à pratiquer les sports d'hiver. Cependant, il n'y a pas de délégation colombienne aux Jeux olympiques d'hiver de 2014 qui se déroulent à Sotchi en Russie. En effet, Sebastián Uprimny en skeleton, Cristhian Ravelo en ski cross et Paul Bragiel en ski de fond,, ne parviennent pas à se qualifier et ne reçoivent pas d'invitation pour participer.
Ces Jeux olympiques d'hiver se font sans la présence de la Russie, la commission exécutive du Comité international olympique (CIO) prenant la décision le 5 décembre 2017 de suspendre le Comité olympique russe. Cette suspension est considérée comme « un coup de tonnerre dans le monde du sport », la Russie étant une « puissance traditionnelle des sports d'hiver ». Elle fait cependant suite à la révélation d'un système de dopage d'État organisé durant plusieurs années, notamment lors des Jeux olympiques d'hiver de 2014 à Sotchi. Ces informations paraissent dans le rapport McLaren publié en décembre 2016. Il s'agit d'un rapport indépendant dirigé par le juriste canadien Richard McLaren, à la demande de l'Agence mondiale antidopage. Si la Russie ne peut pas participer à ces Jeux en tant que nation participante, le CIO autorise néanmoins certains de ses athlètes, considérés comme « propres », à y participer sous la bannière « Athlètes olympiques de Russie ».
Enfin, ces Jeux 2018 sont marqués par la participation de la Corée du Nord (pourtant en guerre avec le pays-hôte) et un réchauffement des relations diplomatiques entre les deux Corées, alors que le dialogue était rompu depuis deux ans entre les deux pays.

## Délégation
Le Comité olympique colombien (COC) sélectionne une délégation de quatre athlètes, une femme et trois hommes, qui participent à trois des quinze sports présents aux Jeux. Elle est constituée de Laura Gómez et Pedro Causil en patinage de vitesse, de Michael Poettoz en ski alpin et de Sebastián Uprimny en ski de fond.
Pedro Causil et Laura Gómez sont deux anciens patineurs de vitesse en rollers. Causil, plusieurs fois champion du monde dans sa discipline, entame sa reconversion vers la glace en 2015. En parvenant à se qualifier en décembre 2017 pour les Jeux olympiques de 2018 en Corée du Sud, il devient le premier Sud-Américain à pouvoir prendre part à une finale de patinage de vitesse sur glace lors de Jeux olympiques d'hiver. Quant à Gómez, qui a représenté la Colombie lors de compétitions mondiales de roller (en 2014, 2015 et 2016), elle ne commence à s'entraîner sur la glace « pour s'amuser » qu'à partir de juillet 2017.
De son côté, Michael Poettoz, seulement âgé de 19 ans, a l'avantage de connaître l'univers olympique, ayant disputé les Jeux olympiques de la jeunesse d'hiver de 2016 à Lillehammer. Néanmoins, cette première expérience au haut niveau s'est avérée être un échec car Poettoz ne parvient pas à finir les courses de slalom et de slalom géant dans lesquelles il était engagé. Il a pour objectif de réaliser deux Top 30 à Pyeongchang. Enfin, Sebastián Uprimny est le doyen de la délégation colombienne du haut de ses 42 ans. Amateur de skeleton et de ski de fond durant plusieurs années après s'être installé aux États-Unis en 2000, il décide de suivre un entraînement pendant deux ans afin d'obtenir sa qualification pour les Jeux de Pyeongchang, ce qui est chose faite en décembre 2017 pour l'épreuve du 15 km de ski de fond. Réaliste, Uprimny souhaite seulement se comparer aux skieurs des pays dont les conditions sont similaires à celles de la Colombie, tels que la Bolivie et l'Équateur, avec pour objectif d'améliorer son temps.
Le tableau suivant montre le nombre d'athlètes colombiens dans chaque discipline :
| Sport               | Hommes | Femmes | Total |
| ------------------- | ------ | ------ | ----- |
| Ski alpin           | 1      | 0      | 1     |
| Ski de fond         | 1      | 0      | 1     |
| Patinage de vitesse | 1      | 1      | 2     |
| Total               | 3      | 1      | 4     |

À l'occasion de ces Jeux, dix-huit comités nationaux olympiques (CNO), dont celui de la Colombie, bénéficient d'un programme d'aide pour la fourniture des tenues de compétition et uniformes. Ce programme, qui constitue une première aux Jeux olympiques d'hiver, est mis en place par le Comité international olympique et la fédération mondiale de l'industrie d'articles de sport (WFSGI) afin d'aider les CNO ayant des difficultés à se procurer des tenues de compétition conformes à la règle no 50 de la charte olympique. Six grandes marques d'articles de sport ont ainsi créé et fourni gratuitement des tenues de compétition aux CNO et aux athlètes : Adidas, Descente, Marker Voelkl Dalbello, Mizuno, Odlo et Under Armour.
L'équipe de patinage, composée de Causil, Gómez et leur entraîneur hawaïen Ryan Shimabukuro, arrive le 1er février 2018 au village olympique de Gangneung. Elle est précédée par le chef de mission de la délégation colombienne, Helder Navarro, présent en Corée du Sud dès le 31 janvier. Les deux skieurs, Uprimny et Poettoz, rejoignent le village olympique de Pyeongchang le 8 février.

## Cérémonies d'ouverture et de clôture

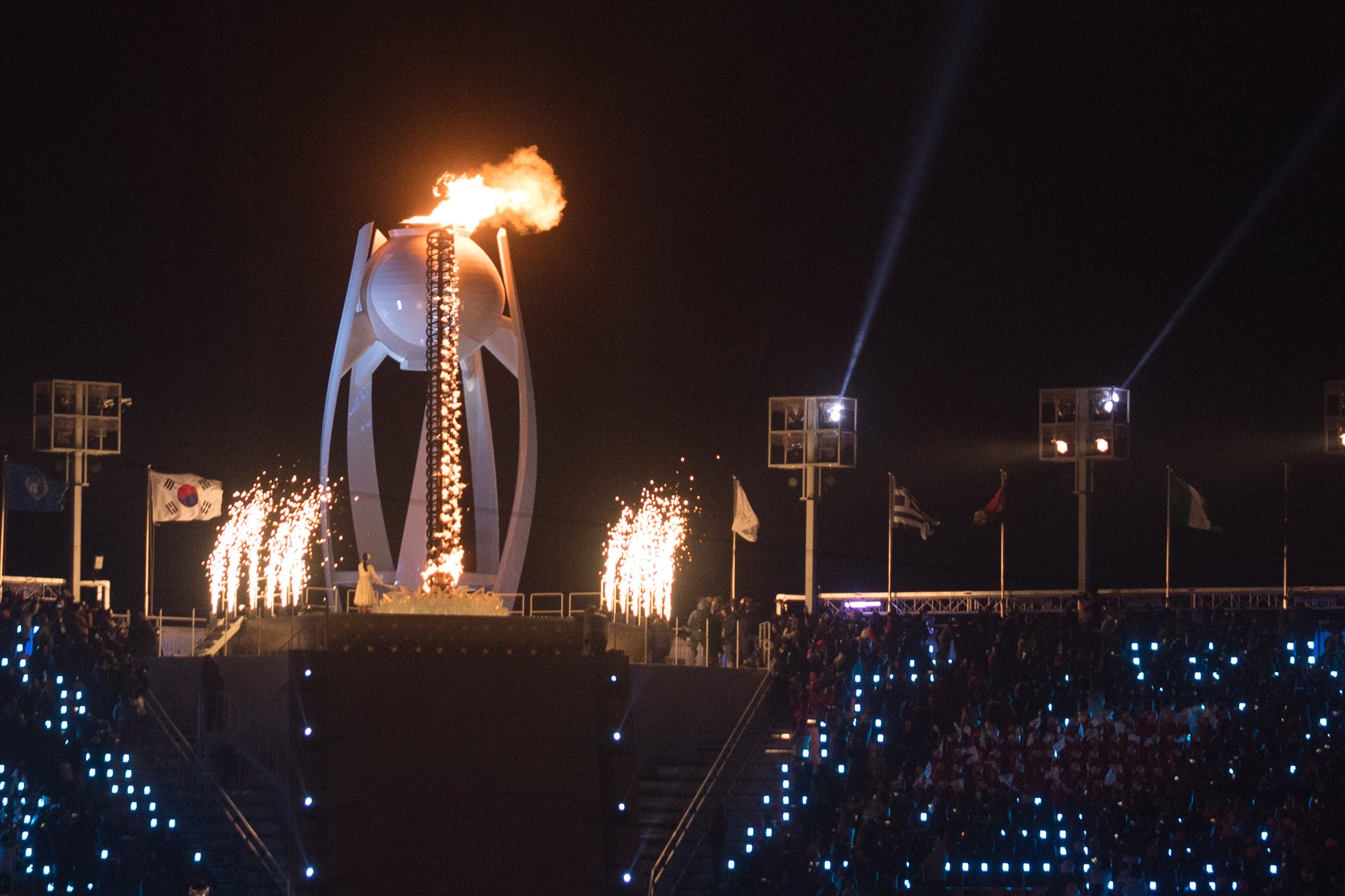
Allumage de la vasque olympique lors de la cérémonie d'ouverture.

La Colombie fait partie, avec l'Argentine, la Bolivie, le Brésil, le Chili et l'Équateur des six pays d'Amérique du Sud participant à ces Jeux. Le 9 février 2018, comme cela est de coutume, la Grèce, en tant que pays fondateur des Jeux olympiques, ouvre le défilé des nations. La Corée du Sud, qui est le pays organisateur, ferme la marche avec la Corée du Nord sous la même bannière, les autres nations défilant par ordre alphabétique selon la langue coréenne. La Colombie est ainsi la 72e des 91 délégations, après le Kosovo et avant la Croatie à défiler dans le Stade olympique de Pyeongchang. À cette occasion, la délégation colombienne est vêtue de ruanas et de sombreros. Le porte-drapeau du pays est le patineur de vitesse Pedro Causil.
Michael Poettoz est le porte-drapeau de la délégation colombienne lors de la cérémonie de clôture de ces Jeux olympiques.

## Épreuves

### Ski de fond

#### Qualifications
310 places sont attribuables en ski de fond lors des Jeux olympiques de Pyeongchang, dans la limite de 20 athlètes par nation. La période de qualification régie par la Fédération internationale de ski (FIS) s'étale du 1er juillet 2016 au 21 janvier 2018. Afin de se qualifier, l'athlète doit au préalable avoir au maximum 300 points FIS olympiques. Les points FIS olympiques équivalent à la moyenne des points gagnés en compétition par l'athlète, en se limitant à cinq résultats.
Pour tenter de se qualifier, Sebastián Uprimny participe à une première compétition en Finlande en mars 2017 afin de jauger son niveau, puis en novembre au nord des États-Unis. Avec le soutien du Comité olympique colombien, la première compétition de rollerski permettant l'obtention de points pour se qualifier à l'épreuve de ski de fond pour les Jeux olympiques est organisée. Lors de ce tournoi qui se déroule dans le quartier El Tunal, à Bogota, du 30 novembre au 2 décembre, Uprimny  termine 5e sur les sept participants, ce qui lui permet de glaner 50% des points nécessaires à sa qualification. En décembre 2017, il concourt à trois courses en Turquie et obtient sa qualification pour les Jeux lors de la dernière en date du 26 décembre. Il obtient ainsi officiellement une moyenne de 291 points FIS.

#### Résultats
Le 16 février 2018, Sebastián Uprimny, qui porte le dossard no 114, participe au 15 kilomètres individuel en ski de fond qui se déroule au centre de biathlon et de ski de fond d'Alpensia. Avec un temps de 58 min 8 s 1, il se classe 115e sur les 116 participants ayant terminé la course et sur les 119 au total. Il termine ainsi sa course 24 min 24 s 2 après le Suisse Dario Cologna qui remporte l'épreuve,. Néanmoins, le Colombien se dit « satisfait du résultat » car il est plus ou moins conforme à ce qu'il espérait, à savoir n'avoir que vingt minutes de retard sur le vainqueur.
Hommes
| Athlète           | Épreuve | Temps        | Rang |
| ----------------- | ------- | ------------ | ---- |
| Sebastián Uprimny | 15 km   | 58 min 8 s 1 | 115e |

### Ski alpin

#### Qualifications
320 places sont attribuables en ski alpin lors des Jeux olympiques de Pyeongchang, dans la limite de 22 athlètes par nation. La période de qualification régie par la Fédération internationale de ski (FIS) s'étale du 1er juillet 2016 au 21 janvier 2018. Le ski alpin comprend des épreuves techniques (slalom et slalom géant) et des épreuves de vitesse (descente, super G et combiné alpin). Afin de se qualifier, l'athlète doit au préalable avoir au maximum 140 points FIS olympiques aux épreuves techniques et moins de 80 points FIS aux épreuves de vitesse. Les points FIS olympiques équivalent à la moyenne des points gagnés en compétition par l'athlète, en se limitant à cinq résultats pour les épreuves techniques et seulement trois pour les épreuves de vitesse. Les athlètes sont classés par ordre croissant de points pour chaque épreuve, et les 500 premiers sont considérés comme potentiellement admissibles (« catégorie A »), dans un maximum de quatre par nation en fonction du nombre de sportifs en catégorie A et de leur rang. Si une nation a moins de deux athlètes en catégorie A, il lui est possible d'obtenir un quota de base d'un homme et d'une femme, à condition qu'ils aient au maximum 140 points FIS dans les épreuves techniques (« catégorie B »).
Après son expérience aux Jeux olympiques de la jeunesse d'hiver de 2016, Michael Poettoz parvient à obtenir les points FIS nécessaires à la qualification aux Jeux olympiques d'hiver de 2018. Pour cela, il participe à plusieurs courses en junior, sur le circuit FIS, en Coupe d'Europe et en Coupe Sud-Américaine. Il obtient quelques bons résultats, tels qu'une 2e place en slalom géant en Coupe Sud-Américaine à Bariloche en Argentine, deux 4e places en Bosnie-Herzégovine et au Monténégro, ainsi qu'une 5e place au slalom de La Norma en France.

#### Résultats
Le 18 février 2018, Michael Poettoz, qui porte le dossard no 74, participe au slalom géant qui se déroule au centre alpin de Yongpyong. Avec un temps de 1 min 21 s 41 à l'issue de la première manche, il se classe 73e sur les 110 participants,, relégué à plus de 13 secondes du leader provisoire, l'Autrichien Marcel Hirscher. Le Colombien est disqualifié après une chute lors de la seconde manche, la victoire finale revenant à Hirscher.
Poettoz participe également au slalom le 22 février, au centre alpin de Yongpyong, avec le dossard no 89. Il termine la première manche en 44e position en 57 s 46 puis réalise un temps d'une minute pour la seconde manche, se classant 37e sur l'ensemble de l'épreuve qui est remportée par le Suédois André Myhrer. Malgré un écart de 18 s 47 sur le vainqueur, Poettoz est content de ce résultat, rappelant que la Colombie est un pays novice au niveau des Jeux olympiques d'hiver et que la délégation colombienne est là « pour gagner en expérience et profiter de ces Jeux olympiques ». Ayant pour objectif de participer aux prochains Jeux olympiques d'hiver qui se dérouleront à Pékin en 2022, il espère que sa participation à ces Jeux contribuera à la popularisation du ski alpin et au développement des sports d'hiver en Colombie.
Hommes
| Athlète         | Épreuve      | Manche 1      | Manche 2 | Total         | Rang |
| --------------- | ------------ | ------------- | -------- | ------------- | ---- |
| Michael Poettoz | Slalom géant | 1 min 21 s 41 | DNF      | DNF           | DNF  |
| Michael Poettoz | Slalom       | 57 s 46       | 1 min    | 1 min 57 s 46 | 37e  |

### Patinage de vitesse

#### Qualifications

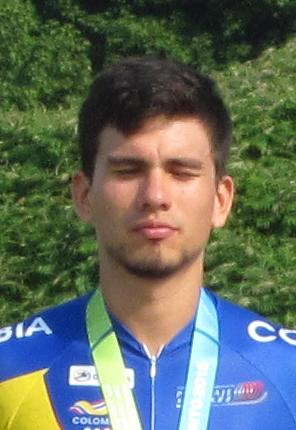
Pedro Causil, lors des Jeux panaméricains de 2015.

En 2015, la Fédération colombienne de patinage en ligne (Fedepatin) devient membre provisoire de l'International Skating Union (ISU). Dès lors, la Colombie peut participer à toutes les compétitions internationales de patinage de vitesse sur glace, y compris les Jeux olympiques d'hiver. Afin de pouvoir participer aux épreuves de patinage de vitesse lors de ces Jeux, les athlètes doivent respecter des temps qualificatifs définis par l'ISU le 27 juin 2017, sachant que des quotas sont également définis.
Le 2 décembre 2017, Pedro Causil parvient à se qualifier pour l'épreuve du 1 000 m lors de l'épreuve de coupe du monde à Calgary avec un temps de 1 min 8 s 83, alors que les minima sur cette distance sont de 1 min 10 s 50, battant par la même occasion le record national qu'il détenait avec 1 min 9 s 89. Quelques jours plus tard, le 9 décembre à Salt Lake City, Causil obtient aussi sa qualification pour le 500 m avec un temps de 34 s 92, pour des minima de 35 s 70 définis par l'ISU, améliorant également son meilleur chrono qui était de 35 s 06.
Le 25 janvier 2018, la patineuse Laura Gómez est invitée à participer aux Jeux olympiques à Pyeongchang. Cette sélection tardive est « une énorme surprise » pour la Colombienne qui n'a commencé à s'entraîner sur la glace qu'à partir de juillet 2017. Deux mois plus tard, elle participe à un championnat national à Salt Lake City. Ses résultats lui permettent d'accéder aux épreuves de coupe du monde à Calgary et à Salt Lake City, qualificatives pour les Jeux olympiques à Pyeongchang, où elle parvient à remporter des points. Deuxième sur la liste de réserve pour les épreuves de patinage de vitesse, elle bénéficie de l'exclusion des sportifs russes dans le cadre du scandale de dopage pour pouvoir participer à l'épreuve de mass start. Elle devient ainsi la première Colombienne à participer aux épreuves olympiques de patinage de vitesse.

#### Résultats
Le 19 février 2018, Pedro Causil, qui porte le dossard no 110, participe à la finale de patinage de vitesse sur 500 m qui se déroule à l'Ovale de Gangneung et court sa série contre le Kazakh Stanislav Palkin. Il termine la course à la 20e place sur 36 participants, avec un temps de 35 s 196, l'épreuve étant remportée par le Norvégien Havard Lorentzen qui établit un nouveau record olympique en 34 s 41. Causil est cependant « satisfait et heureux » de ce résultat, ayant réalisé son meilleur temps sur une piste au-dessus du niveau de la mer.
Le 23 février, Causil participe également, sous le même numéro de dossard, à la finale de patinage de vitesse sur 1 000 m dans l'enceinte de l'Ovale de Gangneung. Il court sa série contre le Japonais Daichi Yamanaka en 1 min 10 s 71. Avec ce chrono, il finit la course à la 34e place sur 36 participants, la médaille d'or revenant au Néerlandais Kjeld Nuis qui remporte l'épreuve en 1 min 7 s 95. Loin de son meilleur temps qui est de 1 min 8 s 83 avant ces Jeux, le Colombien s'avoue mécontent de sa performance, déclarant n'avoir aucune excuse au niveau de sa condition physique et de sa préparation.
Le 24 février, Laura Gómez, qui porte le dossard no 12, fait partie des douze athlètes de la première demi-finale du mass start qui se déroule à l'Ovale de Gangneung. Elle termine les seize tours à la 10e place avec un temps de 8 min 54 s 99 et zéro point, cette demi-finale étant remportée par l'Italienne Francesca Lollobrigida. Elle obtient le 20e temps sur l'ensemble des deux demi-finales. Gómez est cependant contente de ce résultat, seulement six mois après sa reconversion du roller vers le patinage sur glace.
Hommes
| Athlète      | Épreuve | Temps         | Rang |
| ------------ | ------- | ------------- | ---- |
| Pedro Causil | 500 m   | 35 s 196      | 20e  |
| Pedro Causil | 1 000 m | 1 min 10 s 71 | 34e  |

Femmes
| Athlète     | Épreuve                       | Temps         | Rang                                             |
| ----------- | ----------------------------- | ------------- | ------------------------------------------------ |
| Laura Gómez | Mass start (demi-finale no 1) | 8 min 54 s 99 | 10e de sa série et 20e sur les deux demi-finales |

## Bilan
À l'issue des Jeux olympiques, Helder Navarro, membre du Comité olympique colombien et chef de la délégation à Pyeongchang, se montre satisfait des résultats obtenus « qui démontrent qu'il y a du talent ». Il rappelle également que la reconversion de Pedro Causil et Laura Gómez vers le patinage de vitesse sur glace est récente. Pour lui, le fait que ces deux athlètes soient les seuls représentants d'Amérique latine en patinage peut être une impulsion pour ce type de sport dans la région. Quant à Michael Poettoz, qui n'a que 19 ans et donc l'avenir devant lui, Navarro estime qu'il doit encore parfaire sa technique.
Par ailleurs, Navarro, qui espère la présence d'une délégation colombienne aux Jeux olympiques d'hiver de 2022, déclare que « tout processus doit avoir un plan stratégique, qui sera élaboré par le Comité olympique pour être soumis à l'État et parrainé. Mais, il doit s'agir d'un processus réalisable, mesurable et réaliste. Nous ne pouvons pas nous attendre à être une puissance dans les sports d'hiver du jour au lendemain, mais nous pouvons avoir des objectifs qui peuvent être atteints à moyen et long terme ».

## Diffusion des Jeux en Colombie
En Colombie, Claro obtient les droits de retransmission des Jeux olympiques d'hiver de 2018. Les spectateurs peuvent les suivre via deux chaînes de télévision payantes. La première, Claro Sports, qui couvre différents sports, diffuse des émissions spéciales sur Pyeongchang 2018, tandis que la deuxième, Claro Sports 1, est entièrement destinée, 24 heures sur 24, à la couverture de toutes les épreuves, avec des analyses et résumés. De plus, un portail web est mis en place, offrant six signaux avec des transmissions simultanées de toutes les compétitions, afin que les spectateurs puissent choisir le sport qu'ils veulent suivre et obtenir des informations en temps réel sur ces Jeux. Enfin, Claro propose une application mobile afin de suivre la compétition.